# Jean-Paul Gaultier
Jean-Paul Gaultier (ur. 24 kwietnia 1952 w Arcueil) – francuski projektant mody, kostiumograf filmowy oraz muzyk.

## Życiorys
Jean-Paul Gaultier swoją karierę zawodową z projektowaniem mody rozpoczął od wysyłania drobnych szkiców do różnych projektantów. Wkrótce jego talentem zachwycił się Pierre Cardin, który przyjął go na stanowisko asystenta w 1970 roku. Swoją pierwszą kolekcję Jean-Paul Gaultier zaprezentował w 1976 roku. Jego projekty haute couture były z jednej strony formalne, a z drugiej niezwykłe i figlarne. Jego następne kolekcje utrzymane były w większości w stylu miejskim i skupiały się na kulturze masowej. Własny, charakterystyczny styl projektant wypracował około roku 1981.
Ze względu na swój charakterystyczny, lekceważący styl, Gaultier był przez długi czas uznawany za enfant terrible. Lubił szokować, projektując np. spódnice dla mężczyzn, oparte na szkockich strojach ludowych. W jego pokazach brali udział niekonwencjonalni modele, „puszyste” kobiety i mocno wytatuowani mężczyźni. Jego prowokacyjny styl przyniósł mu ogromną, światową popularność.
Jean-Paul Gaultier jest autorem kostiumów do wielu znakomitych filmów, takich jak Kika (Pedro Almodóvar, 1993), Miasto zaginionych dzieci (Marc Caro, Jean-Pierre Jeunet, 1995) czy też Piąty element (Luc Besson, 1997). Jego projektami zachwyciła się Madonna, która w strojach jego projektu występowała podczas trasy koncertowej The Blond Ambition World Tour w 1990 roku.
W 1993 roku powstał kwiatowo-orientalny damski zapach Jean Paul Gaultier Classique, we flakonie w kształcie kobiecego korpusu, okrytego zmysłowym gorsetem. Trzy lata później ukazał się męski zapach Le Male, którego buteleczka również miała kształt korpusu, tym razem męskiego, muskularnego. Zapach ten łączy w sobie nuty bergamotki, geranium i ambry.
W 2010 roku powstała damska kolekcja ekologiczna. We współpracy z brazylijską firmą obuwniczą Gaultier stworzył obuwie z recyclingu.
W 2012 Gaultier zaprojektował kostiumy, w których występowała Madonna podczas swojej trasy koncertowej The MDNA Tour. W tym samym roku zasiadał również w jury konkursu głównego na 65. MFF w Cannes.

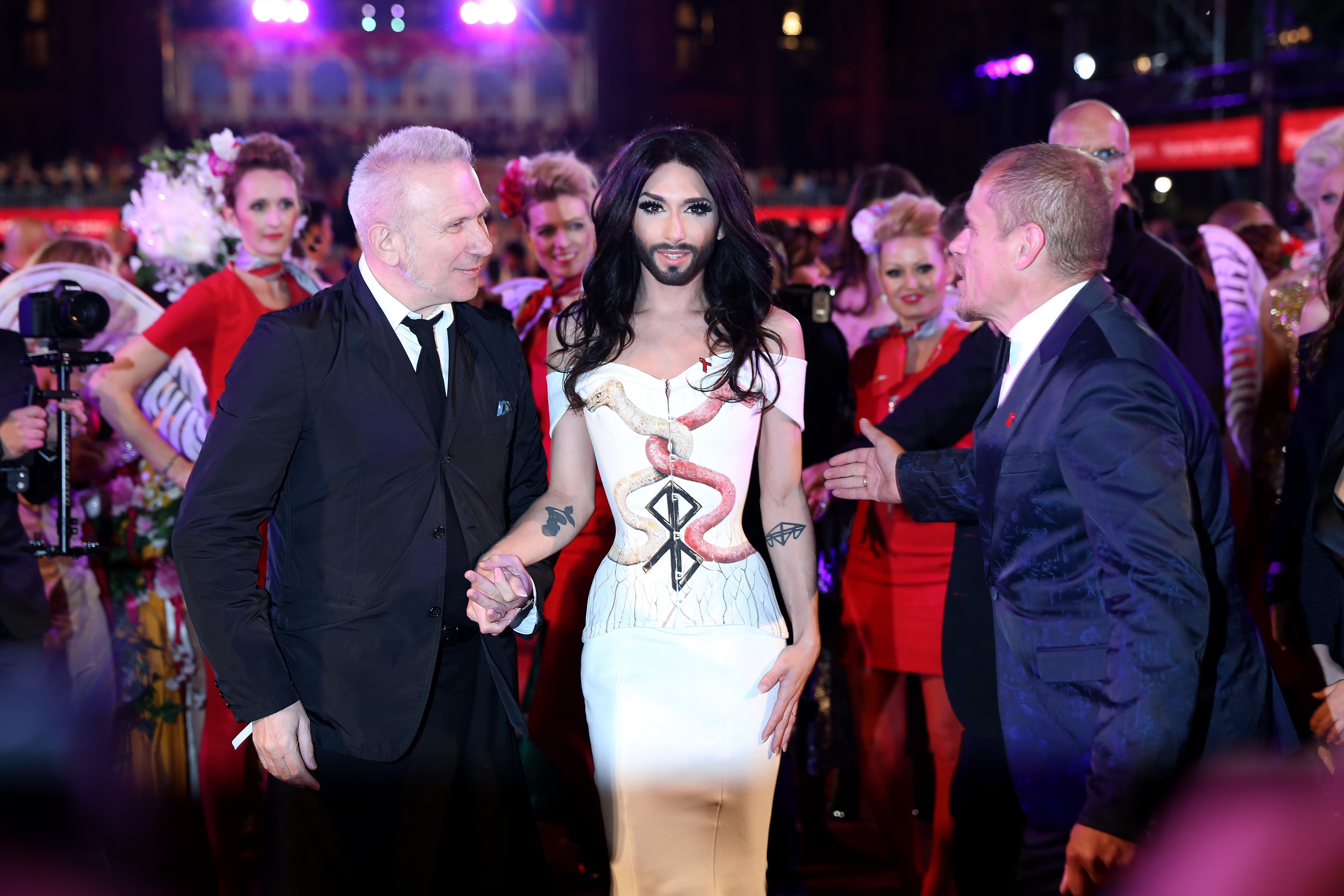
Life Ball 2014: Conchita Wurst, Jean-Paul Gaultier (po lewej) i Gery Keszler (po prawej) na czerwonym dywanie na placu przed Ratuszem w Wiedniu, Austria

Gaultier współpracował z takimi modelkami, jak: Alek Wek, Natalia Vodianova, Yasmin Warsame, Eve Salvail, Christy Turlington, Amber Valletta, Stella Tennant, Jenny Shimizu, Debra Shaw, Eva Herzigova oraz Polkami, m.in.: Magdalena Frąckowiak, Agnieszka Martyna, Kasia Pysiak, Kasia Struss, Monika Jagaciak, Anja Rubik.
Gaultier jest zdeklarowanym gejem.
W roku 2016 zaprojektował on ponad 500 kostiumów do rewii The One Grand Show wystawianej we Friedrichstadt-Palast w Berlinie.